# چو شانگ-تین
چو شانگ-تین (انگلیسی: Chu Shong-tin؛ ۶ ژوئن ۱۹۳۳–۲۸ ژوئیه ۲۰۱۴) یک رزمی‌کار سبک وینگ‌چون اهل هنگ کنگ بود.
چو شانگ-تین از شاگردان استاد بزرگ این سبک ییپ من بود که در مدرسهٔ اصلی او باقی ماند و از استادان ارشد آنجا شد. او در سال ۱۹۴۹ به هنگ کنگ آمد و یادگیری وینگ‌چون را از سن ۱۷ سالگی در سال ۱۹۵۰ آغاز نمود. وی منشی حسابداری رستورانی بود که کلاس‌های ییپ من در همان ساختمان برگزار می‌شد. چو شانگ-تین از سال ۱۹۵۱ به‌طور رسمی شاگرد ییپ من شد و با توجه به اینکه وضعیت جسمانی خوبی نداشت، بیشتر به یادگیری مباحث فلسفی و تئوری این هنر رزمی پرداخت. وی به زبان انگلیسی آشنایی نداشت و شاگردان را با استفاده از زبان اشاره و بدن و همچنین کمک سایر دانشجویان، آموزش می‌داد. او یک کتاب و چند دی‌وی‌دی آموزشی منتشر کرده‌است. گفته می‌شود که او در سبک وینگ چون به کمال رسیده بود چرا که «تمرین، مباحثه و پرسش‌گری، بهترین راه‌های موفقیت محسوب می‌شوند».